# 林和 (作家)
林和（朝鲜语：／，1908年10月13日—1953年8月6日），號雙樹臺人、星兒和青爐，筆名林華和金鐵友，朝鲜政治人物，國內派人，官至朝蘇文化協會中央委員會副委員長。同時，他也是一名詩人、作家及藝術評論家。1953年，他因間諜罪而被處死。

## 生平
林和出生於漢城。1921年，他入讀寶城中學，與李箱和李康國是同屆生，但僅4年後他就選擇退學。19歲那年，他開始以林華的筆名從事文藝創作，並以評論電影和戲劇為主。1931年，他到日本留學，在這兒，他認識到左翼文學理論，並成為赤色分子。回國後，林和發表多篇具左翼色彩和反對日本統治朝鮮半島的文學作品，又積極參與社會運動，因而兩度被反對共產主義的日本殖民地政府收監。
1945年，日本投降，二戰結束，林和先是加入南朝鲜劳动党，但不久後因遭到南韓政府的壓迫而投奔到朝鲜。1947年11月，林和與夫人池河蓮來到朝鲜，他與朴憲永等人擔當起建國的工作。1949年，林和被任命為朝蘇文化協會的中央委員會副委員長。韓戰期間，他還一度在洛東江參與軍事工作。然而，1953年8月，即韓戰結束不久後，國內派首領李承燁被時任最高領導人金日成指控為顛覆政府的間諜，林和也被指有份參與其中。同年8月6日，他被處死，年僅44歲。
儘管林和死於非命，但他死後享有崇高的文學地位。他在生前共創作80部評論集和200篇詩﹔評論家也認為他是位進步文學運動和朝鮮半島文學史上的重要人物。。如《伞下的横滨码头》（1929年），为中野重治《雨中的品川车站》的和诗。其他的诗有《十字路口的顺伊》、《哥哥和火盆》等。诗集有《玄海滩》（1938年）、评论集《文学的逻辑》（1940年）等。

## 資料來源
1. 1 2 3 4 5 6 7  임화 的存檔，存档日期2013-12-31.
2. 1 2 3 4  임화 林和[永久]